# Саут-Веніс (Флорида)
Саут-Веніс (англ. South Venice) — переписна місцевість (CDP) в США, в окрузі Сарасота штату Флорида. Населення — 15 619 осіб (2020).

## Географія
Саут-Веніс розташований за координатами 27°2′34″ пн. ш. 82°24′59″ зх. д. / 27.04278° пн. ш. 82.41639° зх. д. (27.042831, -82.416295).  За даними Бюро перепису населення США в 2010 році переписна місцевість мала площу 16,63 км², з яких 15,60 км² — суходіл та 1,03 км² — водойми.

## Демографія
Згідно з переписом 2010 року, у переписній місцевості мешкало 13 949 осіб у 6344 домогосподарствах у складі 3945 родин. Густота населення становила 839 осіб/км².  Було 7763 помешкання (467/км²).
Расовий склад населення:
| - 95,7 % — білих - 1,0 % — азіатів - 0,6 % — чорних або афроамериканців - 0,2 % — корінних американців - 1,0 % — осіб інших рас |

До двох чи більше рас належало 1,4 %. Частка іспаномовних становила 3,6 % від усіх жителів.
За віковим діапазоном населення розподілялося таким чином: 16,7 % — особи молодші 18 років, 58,0 % — особи у віці 18—64 років, 25,3 % — особи у віці 65 років та старші. Медіана віку мешканця становила 49,7 року. На 100 осіб жіночої статі у переписній місцевості припадало 93,7 чоловіків;  на 100 жінок у віці від 18 років та старших — 90,9 чоловіків також старших 18 років.
Середній дохід на одне домашнє господарство  становив 57 864 долари США (медіана — 46 610), а середній дохід на одну сім'ю — 64 780 доларів (медіана — 53 539). Медіана доходів становила 34 969 доларів для чоловіків та 31 937 доларів для жінок. За межею бідності перебувало 9,9 % осіб, у тому числі 16,4 % дітей у віці до 18 років та 4,2 % осіб у віці 65 років та старших.
Цивільне працевлаштоване населення становило 6272 особи. Основні галузі зайнятості: освіта, охорона здоров'я та соціальна допомога — 23,2 %, науковці, спеціалісти, менеджери — 16,2 %, роздрібна торгівля — 16,1 %.